# Cokato, Minnesota
Cokato là một thành phố thuộc quận Wright, tiểu bang Minnesota, Hoa Kỳ. Năm 2010, dân số của thành phố này là 2694 người.

## Dân số
- Dân số năm 2000: 2727 người.
- Dân số năm 2010: 2694 người.